# Goldhähnchen-Waldsänger
Der Goldhähnchen-Waldsänger (Basileuterus culicivorus) ist ein Vogel aus der Familie der Waldsänger (Parulidae).

## Merkmale
Er erreicht eine Körperlänge von 12,5 bis 12,7 Zentimetern und ein Gewicht von zehn Gramm. Das Federkleid ist auf der Oberseite braun über hellbraun bis graugrün; auf der Unterseite hellgrau über hellbraun bis hellgelb. Die Weibchen sind matter gefärbt als die Männchen. Charakteristisch ist der schwarzgesäumte, gelbe bis orangebraune Scheitelstreifen.

## Vorkommen

Verbreitungsgebiet des Goldhähnchen-Waldsängers

Das große Verbreitungsgebiet erstreckt sich von Mexiko bis in den Norden von Argentinien und Uruguay in Mittel- und Südamerika. Auch auf Trinidad gibt es Populationen. Zum Brüten zieht der Goldhähnchen-Waldsänger vorwiegend in die Gebiete nach Mexiko und Mittelamerika.
Hauptsächlich bewohnt der Goldhähnchen-Waldsänger die Tieflandwälder. Weitere Lebensräume befinden sich in Plantagen, in der Buschvegetation oder in den Regenwäldern. Das Weibchen erbaut ein gewölbtes überdachtes Nest am Boden und legt zwei bis vier weiße Eier, die in einem Zeitraum von 14 bis 17 Tagen ausgebrütet werden.

## Verhalten
Goldhähnchen-Waldsänger streifen einzeln oder in Paare in den unteren Regionen der dichten Vegetation auf der Nahrungssuche umher. Zu den Beutetieren zählen Raupen, Spinnen, Insekten und weitere Wirbellose, die im Blattwerk von Bäumen und Sträucher aufgestöbert oder im Flug erbeutet werden.

## Unterarten
Es sind folgende Unterarten bekannt:
- Basileuterus culicivorus flavescens Ridgway, 1902[2] kommt im westlichen zentralen Mexiko vor.
- Basileuterus culicivorus brasierii (Giraud Jr, 1841)[3] ist im nordöstlichen und östlich zentralen Mexiko verbreitet.
- Basileuterus culicivorus culicivorus (Deppe, 1830)[4] kommt vom südlichen zentralen Mexiko bis ins nördliche Costa Rica vor.
- Basileuterus culicivorus godmani Berlepsch, 1888[5] ist vom zentralen Costa Rica bis ins westliche Panama verbreitet.
- Basileuterus culicivorus occultus Zimmer, JT, 1949[6] kommt im westlichen Kolumbien vor.
- Basileuterus culicivorus austerus Zimmer, JT, 1949[6] ist in Zentralkolumbien verbreitet.
- Basileuterus culicivorus indignus Todd, 1916[7] kommt im nördlichen Kolumbien vor.
- Basileuterus culicivorus cabanisi Berlepsch, 1879[8] ist vom nordöstlichen Kolumbien bis ins nordwestliche Venezuela verbreitet.
- Basileuterus culicivorus olivascens Chapman, 1893[9] kommt im nördlichen und nordöstlichen Venezuela und auf Trinidad vor.
- Basileuterus culicivorus segrex Zimmer, JT & Phelps, WH, 1949[10] ist im südlichen Venezuela, dem westlichen Guyana und dem nördlichen Brasilien verbreitet.
- Basileuterus culicivorus auricapilla (Swainson, 1838)[11] kommt im zentralen und östlichen Brasilien vor.
- Basileuterus culicivorus azarae Zimmer, JT, 1949[12] ist im südöstlichen und südlichen Brasilien, in Paraguay, in Uruguay und dem nördlichen Argentinien verbreitet.
- Basileuterus culicivorus viridescens Todd, 1913[13] kommt im östlichen Bolivien vor.
- der Weißbauch-Waldsänger (Basileuterus culicivorus hypoleucus) Bonaparte, 1850[14] ist im südwestlichen Brasilien und dem nordöstlichen Paraguay verbreitet.

## Etymologie und Forschungsgeschichte
Die Erstbeschreibung des Goldhähnchen-Waldsängers erfolgte 1850 durch Wilhelm Deppe unter dem wissenschaftlichen Namen Setophaga auricapilla. Als Verbreitungsgebiet gab er Mexiko an. Oft wird Ferdinand Deppe, der Bruder des Autors, oder Martin Hinrich Lichtenstein fälschlicherweise als Erstautor in der Literatur genannt. In ihrem Artikel erläutern Burt Leavelle Monroe, Jr. und Marvin Ralph Browning, warum Wilhelm Deppe nach den Internationalen Regeln für die Zoologische Nomenklatur als Erstautor gilt. Sie beziehen sich in ihrer Analyse auf einen Artikel von Erwin Stresemann, der bereits 1954 darauf hinwies, dass der Fehler wohl auf einen verwirrenden Nachdruck im Journal für Ornithologie aus dem Jahre 1863 zurückzuführen ist. Bereits 1848 hatte Jean Louis Cabanis die für die Wissenschaft neue Gattung Basileuterus eingeführt. Dieser Begriff leitet sich von βασιλευς basileus für König ab. Der Artname bildet sich aus lateinisch culex, culicis ‚Mücke‘ und lateinisch -vorus, vorare ‚-essend, essen‘. Godmani ist Frederick DuCane Godman gewidmet, cabanisi Jean Louis Cabanis, brasierii Philip Marston Brasher (1813–1879) und azarae Félix de Azara. Viridescens hat seinen Ursprung in lateinisch viridescentis, viridescere, viridis ‚grünlich, grün werden, grün‘, olivascens in lateinisch olivascentis, oliva ‚oliffarben, olive‘, austerus in αυστηρος austēros, lateinisch austerus ‚ernst, traurig, lästig‘ bzw. lateinisch auster, austrum ‚Süden, südwärts‘, occultus in lateinisch occultus, occulere ‚versteckt, verborgen, verbergen‘, flavescens in lateinisch flavescentis, flavescere, flavere, flavus ‚gold geblich, golden werden, golden gelb, gelb, golden‘ und segrex in lateinisch segrex, segregis, segregare, grex, gregis ‚auseinander, separieren, Herde, Schar‘. Schließlich sind indignus Wortgebilde aus lateinisch in- ‚nicht‘ und lateinisch dignus, decere ‚unwert, schicklich‘ und auricapilla aus lateinisch aurum, auri ‚Gold‘ und lateinisch -capillus, capillus ‚-gedeckelt, Haupthaar‘. Hypoleucus ist ein Wortgebilde aus βασιλευς hypo für darunter, unten und λευκος leukos für weiß. Diese Unterart wurde lange als Weißbauch-Waldsänger betrachtet. So berichtete Alfred Laubmann von gesammelten Exemplaren während der „3. Gran-Chaco-Expedition“  durch Hans Krieg (1888–1970) im Gran Chaco und Eugen Josef Robert Schuhmacher (1906–1973) im Bergland des Río Apa sowie von einem von Alexander Wetmore beschrieben Exemplar vom Puerto Pinasco. Untersuchungen von Sibelle Torres Vilaça und Fabrício Rodrigues Santos zeigen auf, dass der Weißbauch-Waldsänger eine Unterart des Goldhähnchen-Waldsängers (Basileuterus culicivorus hypoleucus) ist. Für die Nominatform erwähnte Laubmann auch ein Sammelobjekt von Adolf Neunteufel (1909–1979). B. c. viridescens betrachtete Laubmann als fragwürdig.